# Amazona mercenarius
El loro mercenario, loro de nuca escamada, loro andino o amazona mercenaria (Amazona mercenarius) es una especie de ave psitaciforme de la familia Psittacidae que vive en Sudamérica.

## Distribución y hábitat
Se encuentra en las selvas húmedas tropicales y subtropicales de Bolivia, Colombia, Ecuador, Perú y Venezuela.
En la Argentina está clasificada entre las especies "Raras". En los museos argentinos hay un único ejemplar con procedencia de esa república. Fue capturado en el año 1872 por G. Hieronymus en la zona de Orán, en la región de selvas yungueñas del norte de la provincia de Salta, en el noroeste del país. Se conserva en el Museo de Zoología de la hoy Facultad de Ciencias Exactas, Físicas y Naturales de la Universidad de Córdoba (MZUC), Argentina.

## Amenazas
Este loro se encuentra amenazado por la tala de árboles, los incendios forestales y las capturas de individuos salvajes para el tráfico de mascotas.